# Episodi di Pretty Little Liars: The Perfectionists
La prima e unica stagione della serie televisiva Pretty Little Liars: The Perfectionists, composta da 10 episodi, è stata trasmessa in prima visione assoluta negli Stati Uniti d'America dal 20 marzo al 22 maggio 2019.
In Italia la serie è stata trasmessa su Premium Stories dal 3 ottobre al 28 novembre 2019.
| n° | Titolo originale           | Titolo italiano                   | Prima TV USA   | Prima TV Italia  |
| -- | -------------------------- | --------------------------------- | -------------- | ---------------- |
| 1  | Pilot                      | Un nuovo inizio                   | 20 marzo 2019  | 3 ottobre 2019   |
| 2  | Sex, Lies and Alibis       | Sesso, bugie e alibi              | 27 marzo 2019  | 10 ottobre 2019  |
| 3  | ...If One of Them is Dead  | ...Se uno di loro è morto         | 3 aprile 2019  | 17 ottobre 2019  |
| 4  | The Ghost Sonata           | La sonata degli spettri           | 10 aprile 2019 | 24 ottobre 2019  |
| 5  | The Patchwork Girl         | La ragazza di pezza               | 17 aprile 2019 | 31 ottobre 2019  |
| 6  | Lost and Found             | Perso e ritrovato                 | 24 aprile 2019 | 7 novembre 2019  |
| 7  | Dead Week                  | La settimana prima degli esami    | 1º maggio 2019 | 14 novembre 2019 |
| 8  | Hook, Line and Booker      | Lezioni di spagnolo               | 8 maggio 2019  | 21 novembre 2019 |
| 9  | Lie Together, Die Together | Mentiamo insieme, moriamo insieme | 15 maggio 2019 | 28 novembre 2019 |
| 10 | Enter the Professor        | Il professore                     | 22 maggio 2019 | 28 novembre 2019 |

## Un nuovo inizio
- Titolo originale: Pilot
- Diretto da: Elizabeth Allen Rosenbaum
- Scritto da: Marlene King

### Trama
Alison DiLaurentis si trasferisce a Beacon Heights, una cittadina all'apparenza tranquilla, dove gli abitanti aspirano alla perfezione totale. Nella casa dove alloggia, Alison riceve una sorpresa inaspettata. Anche Mona Vanderwaal si è trasferita qui e, come Alison, lavora alla Beacon Heights University. Alison spiega a Mona che si è trasferita lì perché stava iniziando ad avere problemi con sua moglie Emily. Mona, invece, spiega di voler iniziare una nuova vita. Quando Alison va a conservare la torta che le aveva portato Mona, quest'ultima sembra parlare da sola riguardo ad Alison. Il mattino successivo, Mona porta Alison a fare il tour dell'Università e le spiega che la famiglia Hotchkiss ha praticamente costruito l'intera città. Alison va alla sua prima lezione e qui fa la conoscenza di 4 ragazzi in particolare: Ava Jalali, Dylan Walker, Caitlin Park e Nolan Hotchkiss, il quale viene inquadrato subito da Alison. Nel cortile, Nolan avvisa Dylan di fare i compiti sia per lui che per Ava, ma il ragazzo ribatte, dicendogli che avrebbe potuto fare i compiti solo per lui e non anche per Ava, dato che doveva allenarsi per ottenere il posto per il concerto sinfonico estivo. Ava gli assicura di non preoccuparsi, ma Nolan la interrompe dicendo a Dylan che sicuramente saprà come organizzarsi. Dopodiché, dopo aver dato un bacio a Caitlin, va via.
Mona informa ad Alison che Nolan è un ragazzo molto pericoloso e le dice di provare a stare lontana da lui. Caitlin, a casa sua, sta studiando per superare un test e lì, con lei, si trova il suo reale fidanzato, Jeremy Beckett. In un flashback, vediamo che Nolan e Caitlin si incontrano. Nolan le dice di fingere di essere la sua ragazza, dato che ai suoi genitori non piace la famiglia di Ava, la vera ragazza di Nolan. Caitlin rifiuta, ma Nolan le mostra una foto, dove la madre di lei sta tradendo l'altra sua madre. Se la foto fosse uscita fuori, avrebbe rovinato la carriera politica di sua madre. Quindi Caitlin è costretta ad accettare.
Alison convoca Ava da lei, dicendole che non pensa che abbia fatto la sua tesi, ma che qualcun altro l'abbia scritta per lei. Alla festa di rientro all'Università, Alison incontra la signora Hotchkiss. Le dice che Alison le ricorda molto la sua figlia, Taylor, che un anno prima si era suicidata, portando il primo suicidio in città.
Alison si avvicina a Caitlin e si congratula con lei per la relazione che ha scritto. Caitlin le spiega che le piacerebbe molto intraprendere la carriera della politica, proprio come sua madre. Alison le domanda delle cose riguardo a Nolan, ma lei risponde dicendole che loro due insieme stanno bene. Alison, invece, ha subito capito che Nolan è interessato ad Ava. Nolan si allontana furtivamente dalla festa e chiama qualcuno, dicendogli di incontrarsi quella sera.
Alison convoca anche Dylan, chiedendogli se Nolan lo minaccia. In un flashback, vediamo Nolan e Dylan in una stanza. Dylan è intento a finire il compito per lui, ma poi il ragazzo lo interrompe dicendogli che sa che Dylan vorrebbe tanto baciarlo. E così fanno, finendo subito dopo a letto.
Ava, intanto, sorprende Nolan a letto insieme a una modella. Nolan, decide di mettere fine alla relazione con Ava, dicendole che per lui non significava nulla. Alison, intanto, fa delle ricerche sulla famiglia Hotchkiss e si rende conto che lei e Taylor si somigliano davvero tanto. Nolan, invece, incontra la persona con la quale aveva parlato al telefono il pomeriggio. Si scopre essere sua sorella, Taylor.
Dylan, Ava e Caitlin si incontrano nel bosco e iniziano a fantasticare su come uccidere Nolan. Dopodiché, i tre si separano.
Nolan si trova su un tetto e lì incontra una persona. Si scusa con questa per essere stato uno stronzo e le dice che lui e sua sorella hanno bisogno d'aiuto, però viene spinto giù dal tetto. Allo stesso tempo, Alison trova una scritta che dice Ti stanno guardando. Successivamente, arrivano l'ambulanza e la polizia, mentre la gente rimane sconcertata a guardare il corpo di Nolan. Lì, si riuniscono anche Ava, Caitlin e Dylan. Nolan è morto nello stesso modo in cui loro tre avevano immaginato.
- Guest star: Chris Mason (Nolan)
- Altri interpreti: Evan Bittencourt (Andrew), Ashley Wright (Modella), Bransen Sands (Fotografo), David Chattam (Autista), Dawn Greenidge (Agente dell'FBI).
- Ascolti USA: telespettatori 0.46 milioni - rating 18-49 anni 0,18%[3][4]

## Sesso, bugie e alibi
- Titolo originale: Sex, Lies and Alibis
- Diretto da: Elizabeth Allen Rosenbaum
- Scritto da: Marlene King

Sono passati tre giorni dalla morte di Nolan. Ava è disperata e pensa che sia stata Caitlin a uccidere il ragazzo, dato che è morto nella stessa maniera in cui lei aveva immaginato. Dylan è perseguitato dagli incubi. Caitlin è sollevata dalla sua morte.
Alison riceve un messaggio da parte di Nolan, che le dice che ha bisogno di aiuto. Va da Mona, chiedendole se fosse stata lei a inviarle quel messaggio. La ragazza nega il tutto, dicendole che quel messaggio è stato inviato poco prima che Nolan venisse spinto giù dal tetto. Inoltre, quella sera c'era stato un blackout, motivo per cui il messaggio è stato ricevuto così tardi. È quindi molto probabile che Nolan avesse chiesto davvero l'aiuto di Alison.
Dylan e Caitlin vanno a visitare Ava. I due dicono alla ragazza che al funerale si sarebbero dovuti comportare nella stessa maniera in cui si comportavano quando con loro si trovava Nolan: Caitlin doveva fingere nuovamente di essere la sua ragazza, mentre Ava e Dylan dovevano fingere di essere i migliori amici. E così fanno.
Al funerale Ava incontra Dana Booker, agente dell'FBI che si era occupata dell'improvvisa sparizione dei suoi genitori. Dana è il nuovo capo della sicurezza alla Beicon Heights University e ciò preoccupa molto Ava, dato che secondo lei è determinata e che farà di tutto affinché la verità venga a galla.
Caitlin incontra Mason, il suo ex ragazzo e l'ex migliore amico di Nolan. I due discutono su come ora sia tutto diverso. Alla veglia, Dylan, Ava e Caitlin sentono una voce ma non riescono a capire chi è stato a parlare. Si riuniscono nel bosco, chiacchierano un po' e poi Ava, infastidita, lascia i due per tornare a casa sua. Riceve dei messaggi da parte dei due, che le dicono che loro sono lì e che se vuole può contare su di loro. Quella stessa sera, Alison, tornata a casa, vede la finestra aperta. Poi, sul divano vede la signora Hotchkiss, intenta a bere. Invita Alison a bere con lei. La ragazza accetta e si siede. Claire, guardando la scritta sulla parete, dice ad Alison che Taylor era una brava persona ma col passare del tempo ha iniziato a delirare e non si fidava più di nessuno, eccetto di suo fratello Nolan.
Mona chiama la sua amica Hanna Marin. Si scopre che lei e Caleb Rivers hanno avuto un figlio e che Spencer Hastings e Toby Cavanaugh si sono sposati.
A lezione, Ava ringrazia Caitlin e Dylan per i messaggi della sera precedente. Alison viene interrotta da Dana, che prende Ava, Dylan e Caitlin per interrogarli. Nel cortile, l'agente viene bloccata da Alison che le dice che i tre ragazzi, il giorno della morte di Nolan, si trovavano a casa sua. Quando Dana volta le spalle, Alison conclude il suo discorso con 'Fatti sotto, stronza', facendo sorridere i tre ragazzi accanto.
- Altri interpreti: Evan Bittencourt (Andrew), Noah Gray-Cabey (Mason), Klea Scott (Dana Booker).
- Ascolti USA: telespettatori 0.24 milioni - rating 18-49 anni 0.09%[5]

## ...Se uno di loro è morto
- Titolo originale: ...If One of Them is Dead
- Diretto da: Geary McLeod
- Scritto da: Charlie Craig

Alison convoca a casa sua Ava, Dylan e Caitlin. Alison spiega che ha mentito all'agente Dana Booker per il fatto che, la sera in cui Nolan morì, le telecamere di sicurezza non funzionavo, quindi si tratta di un ottimo alibi per i tre ragazzi.
Dana, intanto, va dalla signora Hotckiss per mostrarle un filmato di Ava, Dylan e Caitlin che si riuniscono 12 minuti prima che Nolan venga ucciso. La donna, però, dice che quel video non è una prova sufficiente e chiede all'agente di indagare meglio su loro tre, anche se pensa che Caitlin sia innocente.
Alison va a trovare Mona e le chiede il suo aiuto. Dato che Dana sta indagando su i tre ragazzi, Alison domanda a Mona se ha un qualche trucco per vedere cosa sta combinando l'agente. Mona risponde che in circostanze normali avrebbe potuto farlo, ma adesso no, dato che le è stato negato l'accesso ai servizi di Beacon Heights, a causa di attività sospette. Quindi, può solo accedere a un unico database, ovvero l'annuario della Beacon Heights.
A lezione, Mason si siede sul posto occupato solitamente da Nolan. Il gesto provoca l'ira di Ava, che esce dalla classe. Caitlin la segue, ma si imbatte sull'agente Dana. L'agente fa notare alla ragazza che gli unici momenti in cui lei, Ava e Dylan erano assieme erano solo quando c'era Nolan con loro. La donna le domanda se Nolan la stesse minacciando e poi fa vedere alla ragazza la stessa foto che aveva usato Nolan per minacciarla. Caitlin, allora, se ne torna in classe.
Alison, finita la lezione, si confronta con Mason. Il ragazzo le dice che lui e Nolan, un tempo, erano migliori amici, però Nolan pian piano aveva iniziato ad allontanarsi, rubandogli anche Caitlin.
Quest'ultima, intanto, va a trovare la signora Hotchkiss, che le dà un regalo da parte di Nolan. Aveva immaginato che fosse per lei, dato che tra qualche giorno sarebbe stato il suo compleanno. Inoltre, le dice di indagare su Dylan e Ava. Caitlin, dopodiché, va a portare il regalo ad Ava.
Dylan sta preparando la canzone che avrebbe suonato per il compleanno del fidanzato Andrew, ma all'improvviso riceve la visita dell'agente Booker, che sta continuando a indagare.
Ava, Dylan e Caitlin si riuniscono. Ava, in macchina, dice ai due ragazzi che la notte in cui Nolan morì, lei lo seguì in una baita e, inoltre, aveva visto una ragazza bionda con lui.
I tre arrivano alla baita e iniziano a indagare, quando vengono colti di sorpresa da qualcuno che poi si rivela essere Alison. I quattro, allora, iniziano a indagare assieme, ma non trovano niente e vanno via. In macchina, Dylan mostra alle due ragazze la carta di una gomma che ha trovato alla baita e dice che è uguale a quella che hanno trovato nei boschi. Poi dice ad Ava di smettere di guidare, dato che sentiva un brutto odore proveniente dal bagagliaio. Trovano una scatola con un topo morto dentro. Insieme al topo, però, trovano anche una lettera che dice Uno di voi è un topo. Ditelo o lo farò io. Alison, ancora alla baita, trova una rosa gialla. Girovagando su internet, trova una foto della tomba di Taylor Hotchkiss. Sopra c'è la stessa rosa gialla. Alison, allora, va a trovare Mona e le dice che secondo lei Taylor è ancora viva. Mason, intanto, getta la carta di una gomma per terra e, Caitlin, che stava passando da lì, la vede. Si avvicina e si rende conto che la carta è la stessa che lei, Ava e Dylan avevano trovato nei boschi e nella baita di Nolan. Inizia, quindi, a pensare che Mason sia l'assassino.
- Altri interpreti: Noah Gray-Cabey (Mason Gregory), Klea Scott (Dana Booker), Roxanne Stathos (Zoe).
- Ascolti USA: telespettatori 0.29 milioni - rating 18-49 anni 0.14%[6]

## La sonata degli spettri
- Titolo originale: The Ghost Sonata
- Diretto da: Roger Kumble
- Scritto da: Joseph Dougherty

### Trama
Alison dice a Mona che Taylor Hotchkiss potrebbe essere ancora viva, ma Mona non ne è particolarmente convinta dato che, secondo un articolo e molte fonti, la ragazza si sarebbe gettata da un ponte. Mona scopre due persone che hanno molto in comune con Alison: Caitlin e un certo Ray Hogadorn.
Ava, Caitlin e Dylan, mentre parlano, vengono raggiunti da Mason, il quale, prima di lasciare i tre, ordina a Dylan di fargli i compiti come faceva con Nolan.
Mona, intanto, continua le sue partite a scacchi online.
Caitlin va a trovare la signora Hotchkiss e le dice che non può spiare Dylan e Ava, dato che sono suoi amici. Dopodiché, quando va via, la signora Hotchkiss chiama l'agente Dana Booker, dicendole che Caitlin le ha mentito in faccia e che deve passare all'azione. Caitlin dice ad Ava e Dylan che ha deciso di uscire con Mason e, data la preoccupazione dei due, dice loro che registrerà l'intera conversazione. Nei tabelloni segnapunti della scuola, intanto, compare una scritta che dice Vedo una spia. I tre vanno da Alison, pensando che quella frase sia stata scritta da Mason.
La sera, Caitlin incontra Mason in biblioteca e scopre che lui sa del fatto che Caitlin ha un ragazzo. Quando Ava la raggiunge, Caitlin dice di lasciare perdere Mason, dato che non pensa che sia lui il killer.
Dylan, intanto, rivela al suo ragazzo, Andrew, che è stato con Nolan una notte. Andrew reagisce male e lascia il ragazzo da solo, che viene poi raggiunto da Ava, la quale gli dice che Caitlin le ha appena mentito.
Mona, continuando a giocare a scacchi online, riceve un messaggio da quella persona con cui gioca sempre, dicendole di incontrarsi per finire il gioco di persona.
Successivamente, si scopre che Alison e Emily hanno divorziato. Mona, nel frattempo, trova l'indirizzo di Ray Hagadorn. Caitlin incontra Ava e le dice che la spia è lei. Quando Ava e Nolan avevano iniziato la loro relazione, Caitlin sapeva già tutto. Aveva cercato Ava su internet e aveva trovato di tutto riguardo alla sua famiglia, cioè del fatto che i suoi genitori avevano preso un sacco di soldi e che erano scappati. Nessuno alla Beacon Heights University l'aveva capito, poiché Ava usava il suo secondo nome. Ma Caitlin lo disse a una persona e dopodiché lo vennero a sapere tutti. In un flashback, vediamo il padre di Ava che fa visitare alla figlia l'Università. Ava dice al padre che magari doveva andare in una scuola vicino a casa sua, dati i recenti avvenimenti, ma il padre risponde che questo era il suo sogno e che non doveva lasciare che l'FBI rovinasse tutto. Nel presente, Ava urla a Caitlin di andare via. Alison va nei boschi, mentre Mona arriva all'indirizzo di Roy Hagadorn. Apre la porta della sua stanza e, sui muri, trova appesi diversi articoli di giornale che riguardano Nolan e Taylor. Poi viene presa alla sprovvista da un uomo che entra in quella stanza e Mona gli domanda se è Ray Hagadorn. Nei boschi, Alison trova un camper. Entra dentro e inizia a guardarsi attorno. Poi, Taylor entra nel camper e, vedendo Alison, corre via. Però, prima, la rinchiude dentro.
- Guest star: Noah Gray-Cabey (Mason), Evan Bittencourt (Andrew), Phillip Rhys (padre di Ava), Klea Scott (Dana Booker), Duffy Eppstein (Ray Hogadorn).
- Ascolti USA: telespettatori 310 000 - rating 18-49 anni 0.14%[7]

## La ragazza di pezza
- Titolo originale: The Patchwork Girl
- Diretto da: Roger Kumble
- Scritto da: Joseph Dougherty

### Trama
Alison è ancora rinchiusa dentro al camper di Taylor, mentre Mona si confronta con Ray Hogadorn.
Ava, intanto, trova una lettera che dice di incontrarsi. Dato che la lettera inizia con 'sognatrice', inizia a pensare che l'abbia mandata suo padre, dato che la chiama sempre così. La mattina dopo, Ava si riunisce con Dylan e Caitlin e dice loro il piano per poter fermare Mason. Il piano consiste nell'attirare Mason nella baita di Nolan, drogarlo e registrare la confessione in cui dice di aver ucciso Nolan. Caitlin, volendo dimostrare ad Ava che può fidarsi di lei, accetta, dicendole che attirerà Mason alla baita.
Mona continua a parlare con Ray. Lui le dice che conosceva Taylor e che anche secondo lui, lei potrebbe essere viva. Però, pensa che non dovrebbe tornare a Beicon Heights. Infatti, Ray aveva lasciato un messaggio a Taylor. Mona si rende conto che è stato lui a scrivere sul muro Ti stanno guardando.
Taylor, dopo essere entrata nuovamente nel camper, urla ad Alison di uscire da lì. Dopodiché le due discutono. Taylor rivela ad Alison che qualcuno ha cercato di ucciderla, per questo si è finta morta. Alison le dice che può fidarsi di lei, dato che anche Nolan l'ha fatto. La notte in cui è morto, Alison dice, Nolan la stava aspettando sul tetto. In un flashback della prima puntata, infatti, Nolan dice a Taylor che conosce una persona di cui si possono fidare.
Caitlin incontra Mason e convince il ragazzo di incontrarsi alla baita di Nolan, alle sette. Dopodiché, va a trovare Dylan e gli rivela che è lei la spia.
Ava, intenta a preparare il tutto per la sfilata, trova una foto di Nolan e Dylan assieme. Quindi, furiosa, va da lui e da Caitlin. I tre iniziano a discutere di tutti i segreti venuti a galla nell'ultimo periodo, ma decidono di procedere con il piano.
Alison porta Taylor a casa sua, che una volta era anche casa della ragazza. Quando accende il telefono, trova un messaggio di Mona che dice Se la trovi, non tornare.
Ava, Dylan e Caitlin, notando il ritardo di Mason, decidono di interrompere il piano e vanno via, esclusa Caitlin che si offre di rimettere tutto a posto. Dopodiché, riceve un messaggio da parte di Mason che si scusa con lei e le dice che sta arrivando alla baita. Allora, Caitlin, decide di continuare con il piano, senza Ava e Dylan.
Mason arriva alla baita di Nolan e trova Caitlin. Notando il whiskey (in cui è contenuta la droga), Mason dice alla ragazza che non può bere, dato che aveva fatto un patto con la sua squadra, in cui non doveva bere fino alla fine della stagione dei 'Crew'. Caitlin, non sapendo che fare, colpisce il ragazzo alla testa, facendolo svenire.
Ava, intanto, va nei boschi per incontrare suo padre, ma in realtà si rivela essere l'agente Booker. Dopo delle chiacchiere, Ava va via.
Mona va a casa di Alison. Quest'ultima non capisce perché dovrebbero fidarsi di Ray e Mona le risponde che lei ha creduto alle parole di lui. Beacon Heights, infatti, non è un posto sicuro per Taylor. Alison, allora, è costretta a svegliare Taylor e andare via dalla città, ma poi scopre che è sparita.
Caitlin chiama Dylan e Ava, dicendo a entrambi che ha preso il telefono di Mason e dice loro di incontrarsi. Dylan e Caitlin aspettano l'altra ragazza. I due vedono una macchina che si dirige nella loro direzione e pensano si tratti di Ava, ma la macchina non si ferma e investe Caitlin. Subito dopo, fa la sua comparsa Ava e, insieme a Dylan, chiamano aiuto per Caitlin.
- Guest star: Noah Gray-Cabey (Mason), Klea Scott (Dana Booker), Duffy Eppstein (Ray), Roxanne Stathos (Zoe).
- Ascolti USA: telespettatori 220 000[8]

## Perso e ritrovato
- diretto da: Shiri Appleby
- scritto da: Kyle Bown

### Trama
Caitlin si trova in sala operatoria e, all'ospedale, Ava e Dylan si chiariscono, in seguito a tutte le cose successe quel giorno. All'ospedale arrivano anche Alison e Mona. Ava rivela alle due che secondo lei e Dylan, la persona che ha ucciso Nolan è Mason. Vedendo due poliziotti, Ava e Dylan decidono di rilasciare una dichiarazione sul caso. Tuttavia, scoprono che l'agente Dana Booker ha preso il comando sul caso, quindi rimangono in silenzio.
Dylan rivela ad Ava che la notte scorsa aveva visto il telefono di Mason cadere dentro un tombino. Ava, però, dice che non può seguirlo perché deve prepararsi per la sfilata che si sarebbe tenuta quella sera. Dylan, allora, decide di andare da solo. Dylan, tuttavia, non riesce a recuperare il telefono, poiché la strada era sotto controllo dei poliziotti fino alle 20.
In ospedale, Caitlin si è ripresa e viene raggiunta da sua madre.
Mona, nel frattempo, trova il camper di Taylor. Chiama Alison e le dice che rimarrà lì per un po'. Alison scopre che Mason e la sua squadra torneranno all'Università quella sera, alle dieci. Ava, preoccupata, dice ad Alison che devono recuperare il telefono di Mason prima che sia troppo tardi.
Alison decide di andare al cimitero, pensando di trovare Taylor. Infatti, lì la trova. Taylor decide di ritornare a casa insieme ad Alison.
Mona, ancora nel camper di Taylor, scopre un computer collegato al sistema di sicurezza della Beicon Heights e inizia a studiarlo.
Caitlin dice alla madre che sa che ha tradito l'altra sua madre con un uomo. La donna dice alla figlia di non rivelare nulla a sua madre e Caitlin, seppur con difficoltà, accetta.
La sfilata di Ava è iniziata. Lei e Dylan, tuttavia, devono ancora recuperare il telefono di Mason, ancora nel tombino. Decidono quindi di mettersi in cammino.
Mona scopre che il sistema di sicurezza che ha trovato rintraccia la posizione delle persone e nota che Mason si trova a Beacon Heights, anche se sarebbe dovuto tornare alle 22.
Alison chiama Claire a casa sua e dopodiché fa riunire lei e sua figlia Taylor. Claire rimane sconvolta e poi Alison decide di andare via, lasciandole sole.
Jeremy, il fidanzato di Caitlin, va a trovare la ragazza in ospedale. Caitlin decide di raccontargli tutto riguardo a Mason.
Ava e Dylan raggiungono il tombino. Quando Dylan sposta lo sguardo su un palloncino rosa, Ava viene portata giù da qualcuno. Allora, Dylan è costretto a scendere giù. Successivamente ritrova Ava e i due iniziano a correre via, poiché inseguiti da qualcuno. Quando escono da lì, incontrano Dana che ha in mano il telefono di Mason. La donna rivela ai due che Mason non è il killer, dato che la sera in cui Nolan morì, lui si trovava in una festa.
Mentre Caitlin sta dormendo in ospedale, viene svegliata da una persona che si rivela poi essere Mason, sotto lo sguardo sconcertato della ragazza. Mason si scusa con Caitlin per tutto quello che ha fatto.
Ava e Dylan riescono ad arrivare in tempo per il loro turno alla sfilata. Dylan inizia a suonare il violino e poi nella passerella viene raggiunto da Ava che, dopo aver fatto un discorso, riceve grandi applausi dal pubblico.
Ava si confronta con Zach, un ragazzo che, nel corso di tutta la giornata, si era comportato in modo sgradevole con lei. Zach rivela ad Ava che il padre di lei aveva rubato i risparmi di una vita del padre di lui.
Ava e Dylan vanno a trovare Caitlin in ospedale e i tre iniziano a pensare che sia Dana la persona che aveva spaventato Ava e Dylan nelle fognature.
Mona, ancora nel camper di Taylor, legge che in quel preciso momento Nolan Hotchkiss è in movimento, in casa di Mona.
- Guest star: Noah Gray-Cabey (Mason), Klea Scott (Dana), Garrett Wareing (Zach Fordson), Cycerli Ash (madre di Caitlin).
- Ascolti USA: telespettatori 240 000 - rating 18-49 anni 0.11%[9]

## La settimana prima degli esami
- Titolo originale: Dead Week
- diretto da: Arlene Sanford
- scritto da: Paula Yoo

### Trama
Mona fa ritorno nel suo appartamento e trova una scatola di cupcakes con un messaggio, Possiamo essere amici?
È la settimana degli esami alla Beacon Heights University e la tensione e pressione è alta tra gli studenti. Ava, Dylan e Caitlin, a casa di quest'ultima, vengono raggiunti da Alison che rivela loro che Taylor Hotchkiss è viva e che sua madre ha intenzione di annunciare il suo ritorno durante la conferenza stampa che si sarebbe tenuta quello stesso giorno. I tre rivelano ad Alison i loro sospetti su Dana Booker, pensando che sia stata lei a investire Caitlin.
Mona non si fida totalmente di Taylor, poiché pensa non stia dicendo ad Alison tutta la verità e inoltre pensa che qualcuno abbia usato la carta d'identità di Nolan per accedere alla sua stanza.
Caitlin, intanto, è in ansia per il colloquio per lavorare con la senatrice Hastings, mentre Ava e Zach sono stati messi in coppia per un progetto d'arte. Tuttavia, i due non sembrano andare d'accordo e poi la situazione degenera quando Zach dice ad Ava di essere esattamente come suo padre.
Dylan continua a soffrire dolori al braccio e non sa come affrontare il suo esame di musica. Quindi chiede aiuto ad Alison, sperando che quest'ultima riesca a convincere il professor James a posticipare l'esame. Tuttavia i tentativi di Alison sono inutili e Dylan decide di imbrogliare. Registra dal PC un pezzo proveniente da un disco in vinile e lo manda al professore, fingendolo per proprio.
Al colloquio, Caitlin si trova in difficoltà nel rispondere alle domande chieste dall'esaminitrice e per questo motivo pensa di aver fallito. Nonostante ciò, decide di tornare dall'esaminatrice per una seconda possibilità.
Mentre studiano, Ava, Dylan e Caitlin vengono raggiunti da Dana Booker che dice a Caitlin che il suo caso è chiuso.
Mona, intanto, scopre che la persona con la quale gioca a scacchi online da un bel pezzo è Mason. Poi, capisce come individuare chi è entrato nel suo appartamento, grazie a un programma sviluppato da Taylor.
Ava decide di terminare il progetto d'arte senza l'aiuto di Zach e, appena terminato, lo porta da lui. Il ragazzo si scusa con lei, dicendole che ha sbagliato a darle la colpa per tutto quello che ha fatto suo padre.
Caitlin e Jeremy, intanto, hanno il loro primo appuntamento in pubblico e Andrew e Dylan ritornano assieme.
A fine puntata, Mona riesce a rintracciare la persona entrata nel suo appuntamento: si tratta di Dana Booker.
- Guest star: Evan Bittencourt (Andrew), Garrett Wareing (Zach), Klea Scott (Dana), Noah Gray-Cabey (Mason).
- Ascolti USA: telespettatori 170 000 - rating 18-49 anni 0.09%[10]

## Lezioni di spagnolo
- Titolo originale: Hook, Line and Booker
- diretto da: Arlene Sanford
- scritto da: Nelson Soler

### Trama
Alison, Ava, Caitlin, Dylan e Mona si incontrano per cercare di capire come fermare Dana. Mona dice che devono scoprire il più possibile riguardante lei e che avranno la possibilità di farlo durante la giornata in cui gli insegnanti e lo staff hanno l'opportunità di conoscersi meglio. Dylan, dopodiché, rivela di aver barato nell'esame di musica. Ava lo rassicura, dicendogli che cancellerà il file attraverso il computer di Jeremy. Mentre si mette al lavoro, Ava scopre dei file criptati nel computer di Jeremy e lo rivela a Caitlin. Nel frattempo, Ava stringe sempre più amicizia con Zach.
Dylan va dal professore di musica e scopre che quest'ultimo ha ricevuto il file con la sua registrazione, nonostante Ava lo avesse cancellato. Il professore gli propone l'iscrizione a un concorso.
Caitlin, intanto, cerca di capire se Jeremy le nasconda qualcosa. Nel frattempo, Mona e Mason si incontrano per giocare a scacchi dal vivo per la prima volta.
Alison fa la conoscenza di Gabriel, un insegnante di lingue trasferito da Buenos Aires. I due si incontrano a casa di Alison e poi finiscono per baciarsi. Però, Alison scopre che Gabriel è sposato e decide che potranno rimanere solo amici.
Dylan, tornato in camera, trova ad aspettarlo Dana che gli dice che non svelerà nulla del suo imbroglio nell'esame di musica, a patto che lui le dica dove si trovavano Alison, Ava e Caitlin la notte in cui Nolan morì. All'inizio Dylan non accetta, ma poi sembra ripensarci. In realtà, si tratta solamente di un piano per farle ammettere che avrebbe creato delle prove a favore di Dylan per delle informazioni.
Dopo aver detto a Mason che non vuole avere nessuna relazione, Mona viene raggiunta dal ragazzo nel suo appartamento. I due, alla fine, finiscono a letto assieme.
Caitlin, intanto, decide di seguire Jeremy. La ragazza lo vede trapanare il suo computer, per poi gettarlo nel fiume. Dopo, però, Jeremy si accorge della presenza di Caitlin e le dice di salire nell'auto.
- Special guest star: Chris Mason (Nolan).
- Guest star: Klea Scott (Dana), Noah Gray-Cabey (Mason), Garrett Wareing (Zach), Lucas Salvagno (Gabriel).
- Ascolti USA: telespettatori 200 000 - rating 18-49 anni 0.10%[11]

## Mentiamo insieme, moriamo insieme
- diretto da: Norman Buckley
- scritto da: Charlie Craig e Kateland Brown

### Trama
In macchina, Jeremy rivela a Caitlin di aver fatto qualcosa di terribile a Nolan, ma non può rivelarle altro a meno che Caitlin decida di partire a Londra con lui.
Intanto, la commissione etica della Beacon Heights University viene a sapere, tramite Dana, che Dylan ha barato al compito di musica e ora rischia l'espulsione.
Ava si confida con Dylan e Caitlin e dice loro la verità riguardo al padre che ha rubato soldi e che non ci vorrà molto prima che Dana li trovi. Caitlin, allora, decide di nascondere i soldi a casa sua e poi viene sorpresa dall'arrivo di sua madre.
Nel frattempo, Taylor cerca di capire dove si trovava Jeremy la notte in cui Nolan è morto e poi giunge alla conclusione che è stato Jeremy a causare il blackout quella sera.
Caitlin deve fare da esca per Jeremy, il quale viene considerato l'assassino di Nolan da tutto il gruppo. Proprio per questo, Caitlin lo chiama e gli dice che partirà con lui a Londra.
Claire, dopo aver parlato con Mason, chiama a qualcuno dicendogli di mettere Mason sotto sorveglianza.
La madre di Caitlin, intanto, trova i soldi conservati e chiama Dana Booker. Quest'ultima prende i soldi e poi Caitlin e sua madre hanno una discussione. Alla fine, la madre di Caitlin decide che dopo la fine della festa di gala, Caitlin andrà a Washington con lei.
Alla festa, Claire licenzia Mona, dopo aver scoperto che aveva iniziato una relazione con Mason. In seguito, Mona decide di porre fine alla relazione.
Ava cerca di convincere Zach a parlare con un ospite di rilievo riguardo alle sue opere d'arte. Successivamente, i due si baciano.
Andrew, nel frattempo, fa in modo che un ospite importante ascolti ciò che Dylan ha composto per lui come regalo di anniversario, per assicurargli un piano B nel caso venga espulso.
Claire dice alla figlia di volerla mandare in una struttura per rilassarsi, poiché non vuole che perda la testa come suo padre. Nello stesso momento, Caitlin riceve un messaggio da Jeremy, che le dice di incontrarsi al lago. Caitlin, Ava, Dylan, Alison e Mona si riuniscono e vanno insieme nel luogo di incontro. A loro, si unisce poi Taylor.
Quando Jeremy capisce che Caitlin non è da sola cerca di scappare, ma viene fermato da Taylor che gli spara, facendolo cadere a terra, apparentemente morto. Il gruppo, allora, crea un alibi: Jeremy si stava avvicinando per attaccare Taylor e lei ha dovuto difendersi. Tuttavia, Caitlin dichiara che Jeremy è ancora vivo.
- Guest star: Klea Scott (Dana), Noah Gray-Cabey (Mason), Evan Bittencourt (Andrew), Garrett Wareing (Zach).
- Ascolti USA: telespettatori 210 000 - rating 18-49 anni 0.11%[12]

## Il professore
- diretto da: Norman Buckley
- scritto da: Marlene King e Kyle Bown

### Trama
La polizia e l'ambulanza arrivano al lago. Ava, Caitlin, Dylan, Alison e Mona raccontano a Dana che Jeremy ha ucciso Nolan e che Taylor gli ha sparato solo per difendersi. Claire si avvicina ai ragazzi e li ringrazia per aver scoperto l'assassino di suo figlio e dice loro che Taylor è stata portata in un posto per rilassarsi.
Tornata a casa, Caitlin e sua madre discutono ancora. Alla fine, sua madre decide di farla rimanere a Beacon Heights, tuttavia Caitlin dovrà cavarsela completamente da sola.
La commissione etica, intanto, ha deciso di dare un'altra possibilità a Dylan, quindi potrà rimanere alla Beacon Heights University. Mona, invece, inizia a impacchettare tutto per lasciare l'Università.
Dylan si ritrova faccia a faccia con la persona che gli ha reso le superiori un inferno: un ragazzo di nome Luke, che lo bullizzava per essere gay.
Ava, tornata nel suo appartamento, trova suo padre, che le dice che ha bisogno del suo aiuto. Dana, notando nella Beacon Guard la presenza di una figura non identificata che è entrata nell'appartamento di Ava, raggiunge quest'ultima. Dana le dice di tradire suo padre e di darle informazioni, ma Ava rifiuta. In seguito, però, Ava decide di affrontare il padre per le sue azioni, pensando sia anche un bugiardo.
Nel frattempo, Mason raggiunge Mona e il ragazzo le dice che forse può aiutarla. Mona si reca da Claire e le dice che si terrà il lavoro, poiché aveva scoperto che anche Claire era andata a letto con Mason.
Alison, intanto, riceve una lettera che la invita a unirsi a un gruppo chiamato Crimson Society. La stessa lettera arriva anche ad Ava, Caitlin, Dylan e Mona. Nella notte, i cinque si incontrano alla Watchgrove Hall. Prendono posto sulle sedie, notando però due posti liberi. Nel televisore, all'improvviso, viene mostrato il video in cui sono al lago, quando Taylor spara a Jeremy e quando i ragazzi creano al momento un alibi. Appena terminato il video, una voce proveniente dalla televisione parla: dice ai cinque che li ha osservati per molto tempo e che devono seguire le sue istruzioni se vogliono rimanere liberi. La voce, inoltre, afferma che ha ucciso Nolan e la colpa non è di Jeremy, dato che lui stava solo proteggendo Caitlin. Alla fine, dice ai cinque che Il Professore li sta guardando.
Alison, Mona, Ava, Dylan e Caitlin notano le luci del camper di Taylor accese e proprio mentre si avvicinano, il camper esplode. I cinque, dopodiché, ricevono una chiamata da parte del Professore, che dice loro che la partecipazione all'esperimento è obbligatoria e fallire nell'eseguire le istruzioni causerà la loro incarcerazione.
Mona riceve da Claire una chiavetta che ha la posizione di ogni telecamera attiva della Beacon Guard e la lista di ogni zona d'ombra del campus, posti in cui i cinque possono parlare in privato. Mona spiega ai ragazzi che le case sono posti sicuri, mentre telefoni, tablet, computer e qualsiasi cosa che utilizzi Wi-Fi è controllata dalla Beacon Guard. I cinque ricevono un'altra chiamata del Professore. Il Professore dice loro di rivelargli le paure più grandi che hanno.
Alison decide di entrare nel dipartimento di psicologia, per capire meglio chi sia il loro nemico. Ava, invece, restituisce in anonimo a Zach i soldi che suo padre gli aveva rubato. Mona decide di non continuare la sua relazione con Mason e Dylan si incontra con Luke. Luke si scusa con Dylan per come si è comportato nel passato e gli confessa che anche lui è gay, ma non era mai riuscito ad ammetterlo neanche a sé stesso. Luke, poi, promette a Dylan che è cambiato e gli dice che vuole mostrargli il vero Luke.
Nel frattempo, i cinque rivelano le loro più grandi paure alle telecamere. Nella scena finale dell'episodio, il Professore sta guardando le loro confessioni. Poco dopo arriva Zach e il ragazzo chiede al Professore se vuole altro caffè.
- Guest star: Evan Bittencourt (Andrew), Noah Gray-Cabey (Mason), Klea Scott (Dana), Garrett Wareing (Zach Fortson), Nick Cassidy (Luke), Phillip Rhys (padre di Ava), Cycerli Ash (madre di Caitlin).
- Ascolti USA: telespettatori 270 000 - rating 18-49 anni 0.12%[13]